# Іван X
Іван X (лат. Ioannes Х; 860 — травень 928) — сто двадцять другий папа Римський (березень 914 — травень 928). Був дияконом у Болоньї, де привернув увагу Феодори, дружини найвпливовішого у Римі аристократа і воєначальника Феофілакта. За протекцією Феодори у 905 році обраний єпископом Болонським, а пізніше архієпископом Равеннським. У 914 році також за допомогою Феодори обраний папою. Разом з іншими італійськими князями особисто брав участь у битві при Гарільяно з військом сарацинів, де італійці здобули перемогу.
У цьому ж році коронував на імператора Західної Римської імперії Беренгара I, маркграфа Фріульського. Поразка і смерть Беренгара І у 924 році знову розсіяли мрії про єдність Італії. Після цього внаслідок інтриг Марозії, дочки Феофілакта і Феодори, Івана X було ув'язнено та вбито.